# Debercsény
Debercsény es un pueblo ubicado en el condado de Nógrád, Hungría.

## Superficie
Posee una superficie de 5,43 kilómetros cuadrados.

## Demografía
Hasta 2021 la población era de 72 habitantes, con una densidad de población de 13,25 habitantes por kilómetro cuadrado.